# 我們全村都不是人
《我們全村都不是人》（韩语：시실리2km）是一部2004年的韩国恐怖喜剧电影，讲述了一个团伙偷了一颗大钻石并逃到一个名叫西西里的小镇，在那里他们遇到有黑暗过去的欺骗村民。这是申正元的导演处女作，任恩顷、申伊、任昌丁、权五重、金允錫、边希峰主演。